# Antonio de Amaya
Antonio de Amaya (Cuéllar, siglo XV – Tenochtitlan, 30 de junio de 1520) fue un conquistador español que participó la conquista de la isla de Cuba y en el descubrimiento de Nueva España y posterior conquista de México.
Natural de la villa segoviana de Cuéllar, estuvo casado con Mari Álvarez, de quien tuvo por hijos a Ana de Amaya, casada con el también conquistador Juan de Cuéllar Verdugo, pariente de otro conquistador, Francisco Verdugo; y a Antonio de Amaya Álvarez, que pasó a Nueva España en la armada de Pedro de Alvarado en 1538. Participó en la conquista de Cuba a las órdenes de su paisano Diego Velázquez de Cuéllar, adelantado y primer gobernador de la isla, quien lo envió en 1518 con Juan de Grijalva a la segunda expedición de Nueva España, y dos años más tarde se embarcó con Pánfilo de Narváez para hacer prisionero a Hernán Cortés, desembarcando en Veracruz. En este episodio, al referirse a él los cronistas mantienen que Narváez envió "al clérigo Guevara e a otro hombre de mucha cuenta, que se decía Amaya, pariente del Diego Velázquez, de Cuba".
Finalmente tomó parte en la conquista de México con armas y caballo propio, figurando en la lista de conquistadores que fueron con Hernán Cortés, y falleció en la Noche Triste el 30 de junio de 1520 en Tenochtitlan.